# Klerik
Klerik je izraz, ki je včasih označeval pripadnike stanu krščanske duhovščine, danes pa (v širšem smislu) pomeni vse ljudi, ki opravljajo verski poklic - tudi v drugih verah. 
Beseda klerik izvira iz grške besede starogrško κληρος [kleros] = izbrani, udeleženi, dediči.

## Kleriki v krščanstvu
V večini krščanskih Cerkva štejejo za klerike ljudi, ki so prejeli duhovniško posvečenje in se po tem znamenju ločijo od ostalih vernikov. Glede na stopnjo posvečenja se kleriki ločijo na diakone, mašnike in škofe. Vsaka od stopenj posvečenja omogoča še različne službe, npr.: kaplan, župnik, vikar, dekan, metropolit, kardinal, papež, ipd. 
Klerike so imenovali pred koncilom in še nekaj časa po njem med redovniki tiste člane, ki so po opravljenih zaobljubah nadaljevali šolanje v klerikatu, tj. v  gimnaziji (tretji in četrti razred). Kot aspiranti so opravili prva dva gimnazijska razredfa v aspirantatu. Nato so kot novinci vstopili v eno- ali večletni noviciat; nato so nadaljevali študije kot bogoslovci v bogoslovju. 
Nekatera dela v Cerkvi lahko pravljajo tudi navadni verniki - laiki.
Nekateri protestanti zavračajo delitev vernikov na laike in klerike. Po njihovem prepričanju lahko vsak vernik razume vrhovno avtoriteto Svetega pisma.

## Kleriki v islamu
Sunitski muslimani ne priznavajo klera v pravem pomenu besede. Molitve vodi imam 
(arabsko إمام [imam] = vodja), ki pa je v bistvu le eden od navadnih vernikov.
Šiitski muslimani imajo nekoliko drugačno tradicijo in poznajo organizirano duhovščino. Njihovi kleriki se imenujejo ajatole (arabsko: آية الله, perzijsko: آيت‌الله) in mule (perzijsko: ملا).

## Kleriki v judovstvu
Judovski kleriki se imenujejo rabini (hebrejsko: רַבִּי‎ [rabi] = učitelj). To so razlagalci postave in pogosto voditelji obredov.